# Йорданово (Куявсько-Поморське воєводство)
Йорданово (пол. Jordanowo) — село в Польщі, у гміні Злотники-Куявські Іновроцлавського повіту Куявсько-Поморського воєводства.
Населення — 362 особи (2011).
У 1975-1998 роках село належало до Бидгощського воєводства.

## Демографія
Демографічна структура станом на 31 березня 2011 року:
|          | Загалом | Допрацездатний вік | Працездатний вік | Постпрацездатний вік |
| -------- | ------- | ------------------ | ---------------- | -------------------- |
| Чоловіки | 190     | 48                 | 127              | 15                   |
| Жінки    | 172     | 38                 | 95               | 39                   |
| Разом    | 362     | 86                 | 222              | 54                   |